# Mako (bavlna)
Mako je souhrnné označení pro různé druhy dlouhovlákenné bavlny.
Výraz mako úzce souvisí s první sklizní komerčně pěstované bavlny v Egyptě, pravděpodobně v roce 1820. Egyptský vládce Mohamed Ali pověřil v roce 1817 francouzsko-švýcarského inženýra Jumela řízením přádelny a tkalcovny v egyptském Bulaqu. Jumel se zabýval intenzivně zušlechtěním bavlníku, jeho činnost je popisována v několika verzích. Podle jedné z nich přinesl v roce 1820 hodnostář Mako Bey el Orfali ze Súdánu semena bavlníku, která Jubel zasel jako nový druh v Makově zahradě v Káhiře. Ve stejném roce přišly na trh první tři balíky egyptské bavlny (výsledek dřívějších Jubelových pokusů), v roce 1821 to bylo již 2000 balíků. „Nová“ bavlna byla zpočátku označována Jubel Cotton (Jubel zemřel v roce 1823), v Anglii (kam se vyváželo největší množství) se kupovala pod označením mako.
Označení mako se dlouho používalo jako souhrnný pojem pro všechny dlouhovlákné egyptské bavlny (ashmouni, sakelaridis, giza aj) jak v obchodě tak i při zpracování v přádelnách. V 21. století se v těchto sektorech používá jen označení pro konkrétní druhy (giza aj), ale přívlastek mako převzali mnozí výrobci textilií jako reklamní argument pro své produkty z jemných bavlněných přízí různých proveniencí.  